# Geelbuikhoningvogel
De geelbuikhoningvogel (Prionochilus maculatus) is een zangvogel uit de familie Dicaeidae (bastaardhoningvogels).

## Verspreiding en leefgebied
Deze soort telt 4 ondersoorten:
- P. m. septentrionalis: noordelijk en centraal Maleisië.
- P. m. oblitus: zuidelijk Maleisië.
- P. m. maculatus: Sumatra en Borneo.
- P. m. natunensis: Natuna-eilanden.